# Sorin Moisă

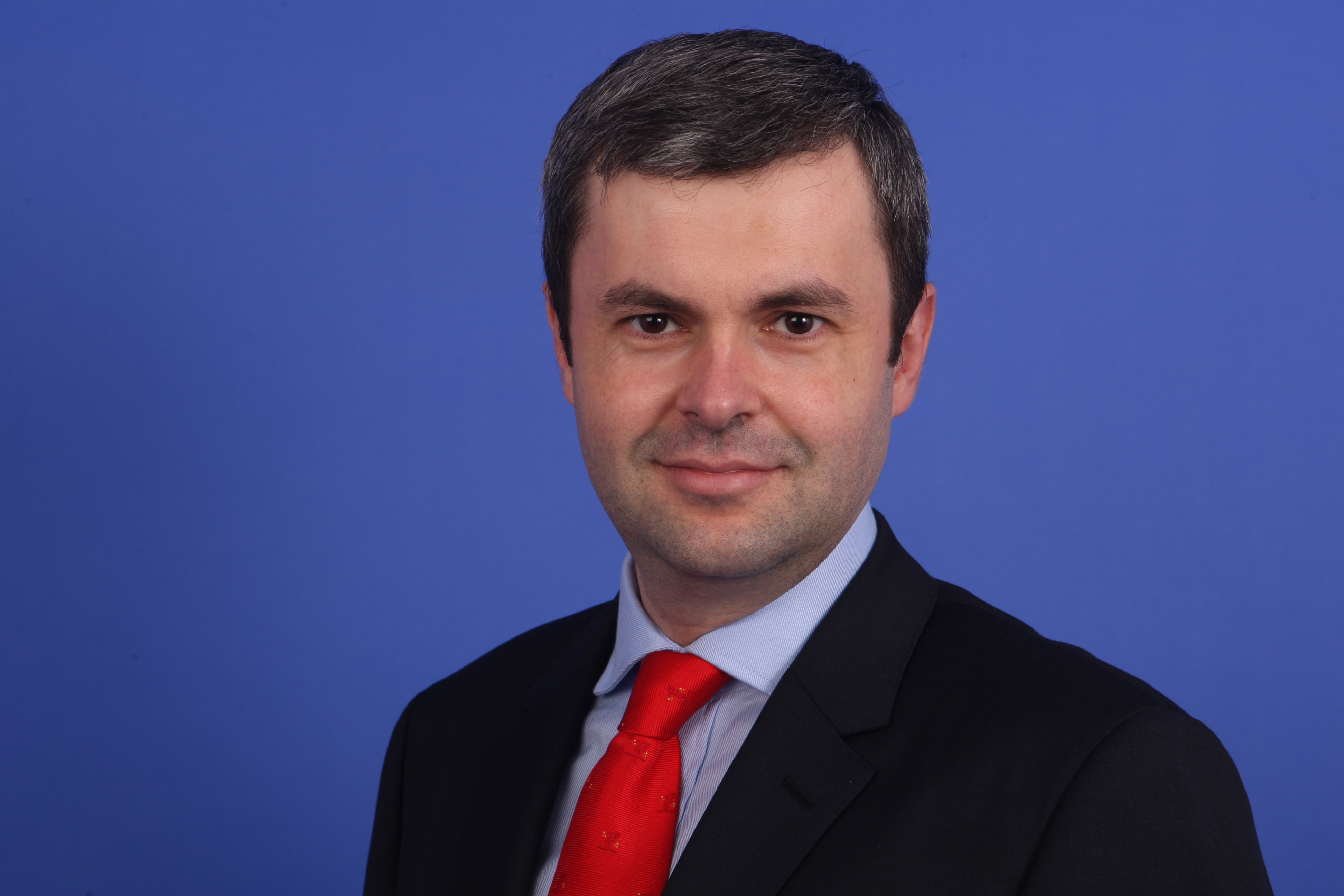
Sorin Moisă

Ionel-Sorin Moisă (* 7. Januar 1976 in Piatra Neamț) ist ein rumänischer Politiker.

## Leben
Moisă ist Absolvent der Wirtschaftsakademie Bukarest. Zwischen 2002 und 2006 war er politischer Berater der Delegation der Europäischen Kommission in Bukarest. Außerdem schrieb er Artikel für das Zeitungsnetz des Monitorul. Ab 2010 arbeitete er für Dacian Cioloș, EU-Kommissar für Landwirtschaft und ländliche Entwicklung.
Als Mitglied der Partidul Social Democrat (PSD) wurde Moisă 2014 Abgeordneter im Europäischen Parlament. Dort ist er Mitglied im Ausschuss für internationalen Handel, im Ausschuss für konstitutionelle Fragen und in der Delegation für die Beziehungen zu den Ländern Südostasiens und der Vereinigung südostasiatischer Staaten (ASEAN).
2017 trat Moisă aus der PSD aus. Er warf dem Parteivorsitzenden Liviu Dragnea vor, Rumänien in einen autoritären Staat zu verwandeln und verglich die nationalistischen Tendenzen der PSD mit den Strömungen in Polen und Ungarn.